# Geschichte des Senats der Vereinigten Staaten

Henry Clay stellt den Kompromiss von 1850 im alten Plenarsaal des Senats vor. Im Hintergrund sind unter anderem Daniel Webster und John C. Calhoun.

Die Geschichte des Senats ist die Geschichte einer der beiden Kammern des Kongresses, dem Parlament der Vereinigten Staaten. Sie beginnt mit der Ratifikation der Verfassung am 4. März 1789.
Der Senat entstand vor allem aus zwei verschiedenen Erwägungen. Zum einen sollte er, ähnlich dem britischen House of Lords, eine stabilisierende und mäßigende Wirkung auf die Legislative und das gesamte politische System der Vereinigten Staaten ausüben. Zum anderen setzten die kleineren Bundesstaaten durch, dass im Senat jeder Staat durch die gleiche Anzahl von Senatoren vertreten wird. Ihre Hoffnung, dadurch direkten Einfluss auf die politische Zentralgewalt zu gewinnen, zerschlug sich jedoch schnell.
In der Geschichte des amerikanischen Kongresses unterschieden ihn vom Repräsentantenhaus zum einen seine andere Zusammensetzung, die kleineren Staaten ein größeres Gewicht gab als im House, zum anderen in formelleren Regeln und die damit verbundene größere Freiheit für einzelne Senatoren, die ursprünglich daraus resultierte, dass es eine Kammer der Deliberation und nicht des politischen Handelns werden sollte.
Nachdem er in den frühen Jahren klar die weniger prestigeträchtige und faktisch weniger mächtige Kammer war, drehte sich diese Reihenfolge seit dem frühen 19. Jahrhundert. Durch die Auseinandersetzungen mit Präsident Andrew Jackson gewann der Senat eigenes Profil. In den Jahren vor dem Amerikanischen Bürgerkrieg war er das wichtigste Diskussionsforum zwischen den sklavenhaltenden Südstaaten und den abolitionistischen Nordstaaten. Wichtige Kompromisse der damaligen Zeit wie der Missouri-Kompromiss oder der Kompromiss von 1850 wurden primär im Senat ausgehandelt.
Nach dem Bürgerkrieg sorgte allerdings die Liberalität der internen Geschäftsordnung dafür, dass die im so genannten Gilded Age weit verbreitete politische Korruption sich im Senat besonders einfach ausbreiten konnte. Wichtige Reformen des frühen 20. Jahrhunderts wie die Einführung der Direktwahl der Senatoren durch den 17. Zusatzartikel zur Verfassung, die erstmalige Möglichkeit, eine Debatte durch Mehrheitsbeschluss zu beenden, oder die Möglichkeit, professionelle Mitarbeiter einzustellen, sorgten für eine nachhaltige Modernisierung des Senats.
In den folgenden Jahrzehnten nahm er so immer wieder eine wichtige Rolle im politischen System ein. Er verhinderte den Beitritt der Vereinigten Staaten zum Völkerbund, im Senat hatte Joseph McCarthy seine Machtbasis, ebenso wie die großen parlamentarischen Debatten zu den Civil Rights Acts hier stattfanden.
Im Senat wurden insgesamt vier Impeachment-Verfahren gegen Präsidenten verhandelt. Während der Senat Andrew Johnson 1868, Bill Clinton 1998 und Donald Trump 2020 freisprach, trat Richard Nixon 1974 vor Verfahrensende zurück, um der wahrscheinlichen Amtsenthebung zu entgehen.

## Entstehung: 1789

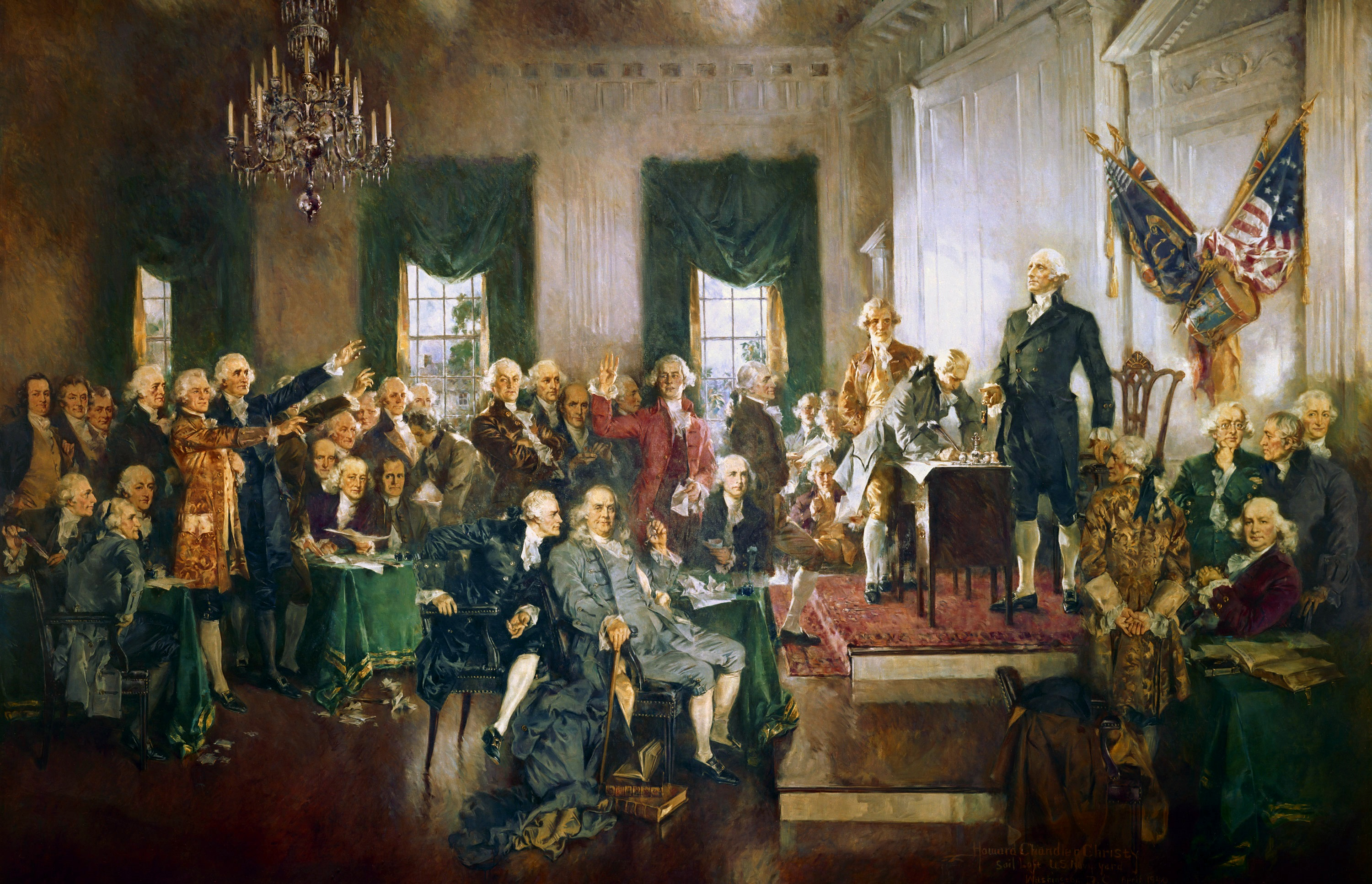
Unterzeichnung der Verfassung der Vereinigten Staaten, die auch den Senat ins Leben rief. Gemälde von Howard Chandler Christy (1940)

Der Senat entstand zusammen mit der Verfassung und den anderen politischen Institutionen der Vereinigten Staaten auf der Philadelphia Convention 1787. Die Verfassung trat am 4. März 1789 durch die Ratifikation in den einzelnen Bundesstaaten in Kraft. Sie machte aus dem vorher existierenden Staatenbund einen Bundesstaat und schuf eine wesentlich ausgeprägtere Zentralgewalt als vorher vorhanden, in der der Senat ein wichtiges Element werden sollte.
Der Senat löste zusammen mit dem Repräsentantenhaus den Kontinentalkongress ab, der seit dem Amerikanischen Unabhängigkeitskrieg die einzige Zentralgewalt der Vereinigten Staaten bildete. Der Kontinentalkongress war ein Einkammernparlament, in dem jeder Staat eine Stimme hatte. Ihm standen weder Exekutive noch Judikative zur Seite, ebenso hatte er keinen Einfluss auf wichtige Bereiche der Wirtschaftspolitik wie Steuergesetze oder die Einfuhrzölle zwischen den verschiedenen Mitgliedsstaaten. Die Staaten maßen der zentralen Regierung nur eine geringe Bedeutung zu und entsandten oft erst gar keine Abgeordneten, so dass der Kongress für lange Zeiträume beschlussunfähig blieb.
Insbesondere in wirtschaftlichen Fragen führte dies früh zu Problemen, da der Handel zwischen den Staaten so verkompliziert wurde. Der Senat in seiner Form entstand als Kompromiss zwischen den Vertretern einer starken Zentralgewalt mit einer starken Legislative und den Vertretern von weitgehend unabhängigen Bundesstaaten, die durch ihn ihren Einfluss auf gesamtstaatlicher Ebene sichern wollten.

### Zweikammerparlament

Das britische House of Lords diente als Vorbild für den Senat.

Die 55 Verfassungsväter gingen bei ihren Planungen größtenteils von einem Zweikammerparlament aus, wie sie ihn im Virginia-Plan darlegten. Abgesehen von Pennsylvania hatten zu diesem Zeitpunkt bereits alle Mitgliedsstaaten der Konföderation ein Zweikammerparlament. Neben dem offensichtlichen Beispiel vor ihrer Haustür hat die englische Tradition mit dem House of Lords und dem House of Commons die Verfassungsväter inspiriert; sowohl Alexander Hamilton als auch John Adams hielten erklärtermaßen das britische Regierungssystem für ein Vorbild, dem es nachzueifern galt. Zum anderen sahen sie es als notwendigen Ausgleich innerhalb der Legislative. Da die Verfassungsväter annahmen, dass die Legislative das dominierende Element im politischen System werden würde, meinten sie, dass die gewöhnliche Gewaltenteilung nicht ausreiche, und wollten zwei Elemente in der Legislative. James Madison begründete es in Federalist Nr. 51:

“In republican government the legislative power necessarily predominates. The remedy for this inconvenience is to divide the legislature into different branches; and to render them, by different modes of election and different principles of action, as little connected with each other as the nature of their common functions dependence on the society will admit.”

„In einer republikanischen Staatsform dominiert die Legislative notwendigerweise. Das Gegenmittel für diese Unbequemlichkeit ist es die Legislative in verschiedene Teile aufzuteilen, und sie, durch verschiedene Wahlverfahren und verschiedene Handlungsprinzipien, so wenig miteinander verbunden zu halten, wie es die Natur ihrer Abhängigkeit ihrer gemeinsamen Funktionen von der Gesellschaft erlaubt.“

Dem Senat kam in diesem Konzept die Rolle einer stabilisierenden und kontrollierenden Kammer zu, die sich am britischen Oberhaus, dem House of Lords, orientierte. Er stand damit im Gegensatz zum Repräsentantenhaus, das die Volksmeinung und den Volkswillen direkt widerspiegeln sollte. Während das Repräsentantenhaus exklusive Rechte bekam, in denen es aktiv werden konnte – das alleinige Initiativrecht bei Finanzgesetzen und die Möglichkeit, ein Impeachment-Verfahren zu starten – lagen die exklusiven Rechte des Senats in kontrollierenden Bereichen: er entscheidet bei Impeachment-Verfahren und seine Zustimmung ist notwendig, wenn der Präsident völkerrechtliche Verträge schließt oder Stellen besetzen will.
Diese Unterscheidung setzte sich in der anvisierten Mitgliedschaft fort. Sie sollte, dem Delegierten John Dickinson aus Pennsylvania zufolge:

“consist of the most distinguished characters, distinguished for their rank in life and their weight of property, and bearing as strong a likeness to the British House of Lords as possible.”

„aus den ausgezeichnetsten Persönlichkeiten bestehen; ausgezeichnet für ihre Position im Leben und das Gewicht ihres Eigentums und [der Senat] sollte dem Britischen House of Lords so ähnlich sein wie möglich.“

Senatoren mussten älter sein als Abgeordnete im Repräsentantenhaus (mindestens 30 Jahre im Gegensatz zu mindestens 25 Jahren), länger die amerikanische Staatsbürgerschaft haben (neun Jahre im Gegensatz zu sieben), ihre Amtszeit ist mit sechs Jahren dreimal so lang wie die der Repräsentanten und sie wurden damals nicht direkt gewählt, sondern von den jeweiligen Parlamenten der Bundesstaaten ernannt; unter anderem sollten sie so den Strömungen und Stimmungen der Tagespolitik entzogen werden. Die Namensgebung orientiert sich daran: Während das House die Bevölkerung repräsentieren sollte, sollte der Senat für Tradition und Kontinuität der Republik stehen, die Verfassungsväter benannten ihn nach dem Römischen Senat.

### Ein Staat – zwei Senatoren

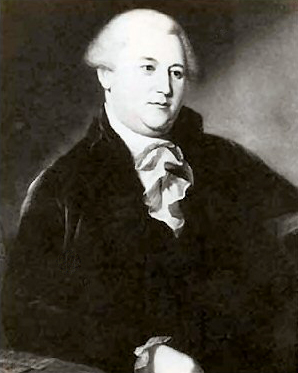
Die Delegierten aus den kleinen Staaten – hier Gunning Bedford, Jr. aus Delaware – schafften es durchzusetzen, dass jeder Staat zwei Senatoren stellt.

Die Tatsache, dass im Senat die Staaten alle durch zwei Abgeordnete ohne die geringste Rücksicht auf die Bevölkerungszahl der Staaten vertreten werden, entsprang weniger politisch-philosophischen Überlegungen, sondern war eine Konzession an die kleinen Staaten, damit diese der Verfassung zustimmten. Am Anfang der Verhandlungen waren die Delegierten der kleinen Staaten mit dem New-Jersey-Plan in die Verhandlungen gegangen, der eine Kammer mit je einem Sitz pro Staat vorsah.
Während der Philadelphia Convention einigte man sich auf den Connecticut-Kompromiss, der sich in der Gestaltung des Senats weitgehend an dem im New-Jersey-Plan angestrebten Parlament orientierte. Trotz erheblichen Widerstands – unter anderem waren Hamilton, Benjamin Franklin, George Washington und James Wilson gegen den Plan – konnten sich die kleineren Staaten letztlich durchsetzen. Sie drohten zwischenzeitlich, sich ausländische Mächte als Verbündete zu suchen, sollten sie keinen Erfolg haben. Die entscheidende Abstimmung erfolgte nach Staaten, so dass die Befürworter einer gleichen Repräsentation sich durchsetzen konnten, obwohl sie trotz aller Drohungen und Verhandlungen immer noch weniger Einwohner repräsentierten als die Gegner.
Sowohl James Madison als auch der Delegierte Gunning Bedford Jr. aus dem kleinsten Staat Delaware gaben unumwunden zu, dass es keine systematische Begründung für diese Sitzverteilung gab, sondern dies einfach Realpolitik war.
Madison beschrieb es in Federalist 62 als

“[I]t is superfluous to try, by the standard of theory, a part of the Constitution which is allowed on all hands to be the result, not of theory, but ‘of a spirit of amity, and that mutual deference and concession which the peculiarity of our political situation rendered indispensable.’”

„Der Versuch ist überflüssig, einen Teil der Verfassung theoretisch zu rechtfertigen, der nicht aus Theorie resultierte, sondern aus einem Geist von Freundschaft, gemeinsamer Ehrerbietung und Zugeständnissen, die die besondere Lage unser Position unabdingbar machten.“

Gunning rechtfertigte sich:

“Can it be expected that the small states will act from pure disinterestedness? Are we to act with greater purity than the rest of mankind?”

„Kann man erwarten, dass die kleinen Staaten aus reinem Desinteresse handeln? Müssen wir selbstloser handeln als der Rest der Menschheit?“

Dabei hat sich das Missverhältnis zwischen Einwohnerzahl und Vertretung im Parlament seit der Senatsgründung noch verstärkt. Hatte damals der größte Staat Virginia das zwölffache der Bevölkerung des kleinsten Delaware, so hat heute Kalifornien etwa siebzig mal so viele Einwohner wie Wyoming. 1790 konnten theoretisch 30 % der amerikanischen Bevölkerung eine Senatsmehrheit wählen, heute sind es 17 %.

## Frühe Jahre: 1789–1797
Der Senat traf sich zu seiner ersten Sitzung am 4. März 1789 in der Federal Hall in New York City. Er erreichte die für die Beschlussfähigkeit notwendige Anzahl Senatoren am 6. April desselben Jahres. Am 6. Dezember 1790 zog er in die Congress Hall nach Philadelphia um, wo er tagen sollte, bis die neue Hauptstadt Washington, D.C. errichtet war. Am 17. Dezember 1800 zog er schließlich an seinen neuen Sitz, den Nordflügel des Kapitols in Washington, wo er bis heute tagt.
Die genaue Stellung, die Aufgaben und die Arbeitsweise des Senats waren anfangs weder den Senatoren selbst noch den anderen Akteuren im politischen System vollkommen klar. Von ihm ging weit weniger Initiative in der Gesetzgebung aus als vom klarer definierten House, und in den ersten Jahren lag das Prestige der Senatoren deutlich hinter dem der Repräsentanten oder auch nur hinter dem der Abgeordneten in den Staatslegislativen. Die Bezahlung war für das vergleichsweise teure Leben in Philadelphia eher schlecht und, aufgrund der bescheidenen Reisemöglichkeiten im 18. Jahrhundert, bedeutete die Senatsernennung lange Monate der Trennung von der Familie. Viele Senatoren zogen es daher vor, im Frühjahr und Sommer nicht an den Sitzungen teilzunehmen – die gesamten 1790er hindurch fehlte etwa ein Viertel der Senatoren bei diesen Sitzungen. Rücktritte kamen so häufig vor, dass etwa ein Drittel der Senatoren ihre Amtszeit freiwillig frühzeitig beendeten.
Die Bundesstaaten hofften durch die direkt entsendeten Senatoren eine Stimme auf Bundesebene zu haben: Allerdings fehlten ihnen dazu die Kontrollmöglichkeiten, so dass die Senatoren von Anfang an relativ unabhängig agieren konnten. Die Bundesstaaten konnten – anders als beim Kontinentalkongress – die Senatoren nicht ihres Amtes entheben. Auch die Möglichkeit, ihnen die Wiederwahl zu verweigern, hatte nur geringe praktische Konsequenzen: die Amtszeit der Senatoren war länger als die der Parlamente auf bundesstaatlicher Ebene, so dass ein anweisendes Parlament schon nicht mehr in dieser Zusammensetzung existieren konnte, wenn es um die Wiederwahl des Senators ging.
Die Senatoren selbst mussten sich ihr Selbstverständnis erst erarbeiten, da die Verfassung ihre Rolle offen definiert hatte: Sie konnten Vertreter der Bundesstaaten sein, wie diese hofften; sie konnten eine Klasse bürgerlichen Wohlstands vertreten, wie es die intendierte Zusammensetzung des Gremiums nahelegte; ein erweitertes Beratergremium für den Präsidenten sein, wie es die Exklusivrechte des Senats nahelegten, oder eine Gruppe elder statesman, die unangetastet vom Tagesgeschäft berieten.
Weitgehend unklar war auch die Rolle des Vizepräsidenten: Offiziell der Präsident des Senats, war er doch kein reguläres Mitglied; er hatte zwar im Fall eines Patts die entscheidende Stimme, bei allen anderen Abstimmungen jedoch gar kein Stimmrecht. Während frühe Vizepräsidenten noch aktiv Gesetze entwarfen und sich an den Debatten beteiligten, begann der Senat schnell, den parlamentarischen Außenseitern diese Rechte zu nehmen und die Rolle des Senatspräsidenten zu einer vor allem formalen herabzustufen.
Der erste Vizepräsident der Vereinigten Staaten, John Adams, besuchte die Senatssitzungen noch regelmäßig. Sein übertrieben formeller Auftritt und seine Neigungen, im Plenum Vorlesungen zu verfassungsrechtlichen Fragen zu halten, machten ihn jedoch eher zum Gespött der Senatoren, so dass er kaum einen Machtfaktor darstellte. Der Senat zwang Adams schließlich, sich stärker zurückzuhalten. Die Senatoren setzten eine Resolution auf die Tagesordnung, die Adams in allen Angelegenheiten bis auf Geschäftsordnungsfragen das Rederecht entzogen hätte. Adams verstand und hielt sich zurück, so dass die Resolution nicht verabschiedet werden musste.
Sollte der Senat eigentlich das kontrollierende Gremium sein, das einen mäßigenden Einfluss der Entschleunigung ausübte, verhielt es sich in den frühen Jahren der Vereinigten Staaten umgekehrt. Die großen Duelle zwischen Exekutive und Legislative fanden im Repräsentantenhaus statt; sowohl Hamiltons Initiative zum Aufbau der Bank of the United States als auch die Assumption Bill mussten erst vehemente Opposition im Repräsentantenhaus überwinden, während der Senat sie schnell und unkompliziert verabschiedete.

## Das „Goldene Zeitalter“: 1797–1861

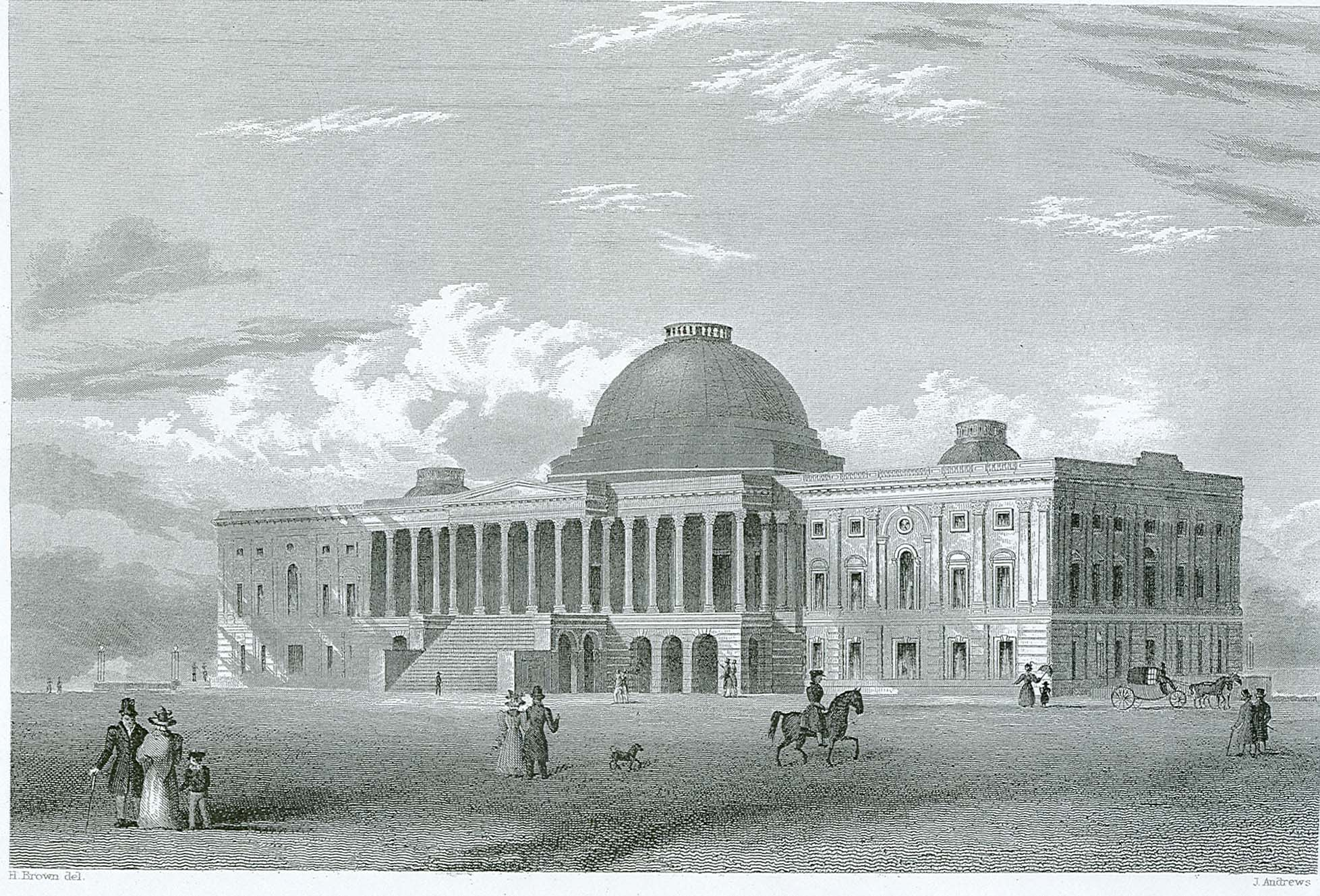
1800 zog der Senat ins Kapitol nach Washington, D.C. um.

Der Senat verstand sich anfangs als ein geheim tagendes Gremium, das nur gelegentlich einen Bericht über seine Tätigkeiten veröffentlichte. Die erste offizielle Entscheidung des Senats überhaupt war es, einen Türsteher einzustellen. In den ersten fünf Jahren veröffentlichte der Senat nicht einmal Sitzungsprotokolle. Seit 1794 tagte der Senat öffentlich. Die Presse allerdings zeigte in diesen frühen Jahren auch noch wenig Interesse, sich mit Senatsangelegenheiten zu beschäftigen, die an Bedeutung und auch an Spannung weit hinter denen des Repräsentantenhauses zurückstanden.
Thomas Jefferson begann als Vizepräsident 1797 den noch heute maßgeblichen Stil der Vizepräsidenten im Umgang mit dem Senat zu entwickeln. Er besuchte die Sitzungen nur noch unter besonderen Umständen. Jefferson verfasste Jefferson’s Manual, die stringenteste und umfassendste Sammlung zur damaligen parlamentarischen Praxis. Ursprünglich für den Senat geschrieben, ergänzt es noch heute die geschriebene Geschäftsordnung des Repräsentantenhauses.
Bis 1809 hatte sich ein einigermaßen stabiles Ausschusssystem entwickelt, seit 1816 gibt es ständige Ausschüsse in der heutigen Form. In den Periode vor dem Sezessionskrieg begannen die Parteien erstmals, spürbareren Einfluss auszuüben: Seit 1835 setzte sich das Prinzip durch, dass die Mehrheitspartei den Vorsitz in allen Ausschüssen und die Mehrheit der Mitglieder in den meisten von ihnen stellte. Seit 1846 besetzt der Senat die Ausschüsse aufgrund der Empfehlung der Parteien und nicht mehr durch individuelle Abstimmung aller Senatoren im Plenum, so dass sich ein koordiniertes Vorgehen in den Fraktionen durchsetzen konnte. Ebenfalls seit 1846 entstand die heutige Sitzordnung, nach der die Senatoren nach Parteien getrennt sitzen.
Der Senat hatte zu dieser Zeit noch wenige Mitglieder, so dass es, anders als im House, nicht nötig wurde, die prozeduralen Regeln zu ändern, um eine effektivere Arbeit zu ermöglichen. Bei so wenigen Mitglieder, wie der Senat sie hatte, konnte beispielsweise jeder Interessierte zu einem Thema sprechen, ohne die Sitzungen unendlich in die Länge zu ziehen, ebenso wie er Änderungsanträge zu jedem Gesetz einbringen konnte.
Als erster Nicht-Christ trat 1845 der jüdische Demokrat David Levy Yulee aus Florida sein Amt als Senator an.

### Widerstand gegen die Exekutive
1804 widersetzte sich der Senat sowohl dem Präsidenten als auch der öffentlichen Meinung: Das Repräsentantenhaus hatte ein Impeachment-Verfahren gegen den Richter am Supreme Court, Samuel Chase, angestrengt. Der demokratisch-republikanisch dominierte Senat stimmte mit 18 zu 16 gegen die Absetzung des föderalistischen Richters, was der damalige Vizepräsident Aaron Burr kommentierte:

“This House is a sanctuary; a citadel of law, of order, and of liberty; and it is here-–in this exalted refuge; here if anywhere, will resistance be made to the storms of political phrensy and the silent arts of corruption.”

„Dieses Haus ist eine Zuflucht; eine Zitadelle des Rechts, der Ordnung und der Freiheit; und es ist hier – in diesem erhabenen Refugium; hier wenn überhaupt, dass Widerstand gegen die Stürme des politischen Rauschzustands und die stille Kunst der Korruption geleistet werden.“

Die Abstimmung und das gescheiterte Impeachment-Verfahren waren ein wichtiger Meilenstein darin, dass sich in den Vereinigten Staaten eine vom Gesetzgeber unabhängige Justiz entwickeln konnte. Der Senat begann in dieser Zeit auch in anderen Punkten, seine Unabhängigkeit von der Regierung zu demonstrieren, und das erste Mal eine ausgesprochen entschiedene Oppositionshaltung gegen die amtierende Regierung zu entwickeln: Am 28. März 1834 rügte er offiziell Präsident Andrew Jackson, da dieser versuchte, sich Vollmachten des Kongresses anzueignen. Am 24. Juni desselben Jahres lehnte er erstmals ein vorgeschlagenes Regierungsmitglied ab: Roger B. Taney wurde nicht Finanzminister der Vereinigten Staaten. Die Auseinandersetzungen mit Jackson erreichten ein bis dato unbekanntes Ausmaß und führten dazu, dass sich mit den Whigs eine neue Partei bildete. Nachdem es den Jackson-Anhängern gelungen war, die Mehrheit im Senat zu gewinnen, widerriefen sie alle Beschlüsse des alten Senats in diesen Auseinandersetzungen.

### Nationales Diskussionsforum zwischen Nord und Süd

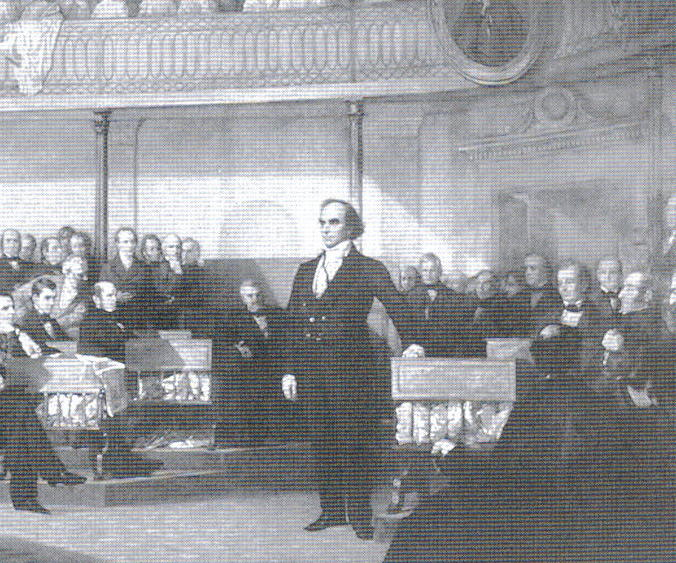
Daniel Webster antwortet 1830 Robert Young Hayne in der Webster-Hayne-Debatte.

Aufgrund der Offenheit und Liberalität in den internen Regeln begann der Senat sich als primäres Diskussions- und Streitforum der Nation zu entwickeln, in denen alle vertretenen Standpunkte ausreichend Zeit und Raum hatten, sich darzustellen. Bekannt wurden die Debatten in den Jahren vor dem Sezessionskrieg zwischen Nord- und Südstaatlern, Gegnern und Verfechtern der Sklaverei.
Die Zeit vor Ausbruch des Sezessionskriegs gilt als „Goldenes Zeitalter“ des Senats. Senatoren wie Daniel Webster, Thomas Hart Benton oder Henry Clay für die Nordstaaten; John C. Calhoun, Jefferson Davis und Stephen A. Douglas für die Südstaaten, reichten an öffentlicher Bekanntheit und Beliebtheit an Präsidenten heran oder strahlten gar über diese hinaus.
Der Senat konnte seine Rolle in der Zeit vor dem Bürgerkrieg ausspielen, da er personell anders zusammengesetzt war als das Repräsentantenhaus. Die bevölkerungsschwachen sklavenhaltenden Südstaaten waren im Senat weit stärker vertreten als im Repräsentantenhaus. Während es im House für die Nordstaaten kein Problem war, die Südstaaten zu überstimmen, hielt sich im Senat ein ungefähres Gleichgewicht, das es nötig machte, Kompromisse zu finden, die dann auch längere Zeit tragfähig genug waren, die Nation zusammenzuhalten. Der von Henry Clay im Senat formulierte Missouri-Kompromiss von 1820 hielt die Union noch 30 Jahre zusammen, während der von Clay und Douglas ausgehandelte Compromise of 1850 den Vereinigten Staaten immerhin noch zehn Jahre verschaffte, bevor der Krieg ausbrach.

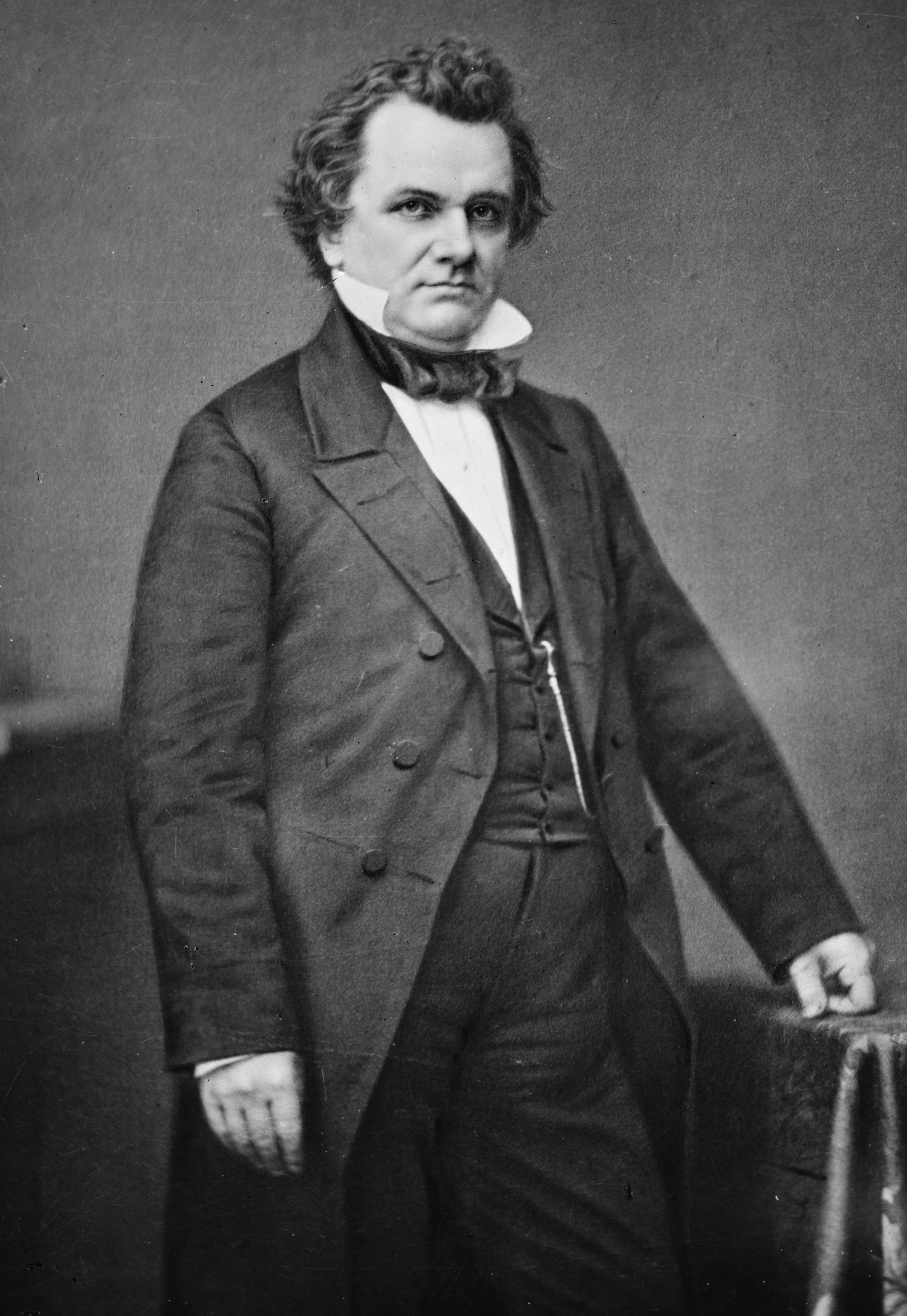
Stephen A. Douglas, die führende Figur der Demokraten

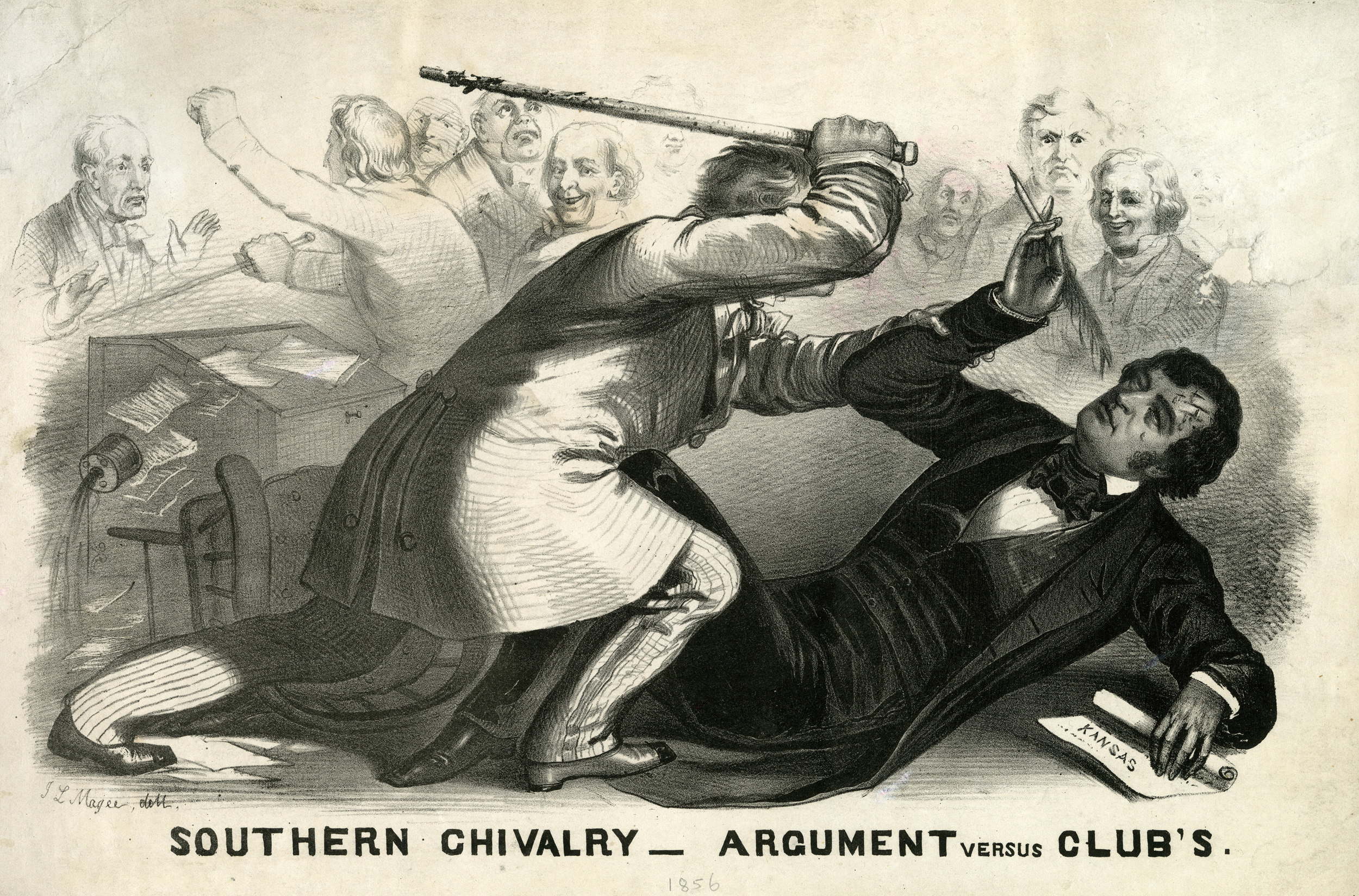
Der Überfall Brooks’ auf Senator Sumner

Als herausragendste Debatte ging die Webster-Hayne-Debatte zwischen Daniel Webster aus Neuengland und dem Südstaatler Robert Y. Hayne ein. Eine andere Rede Websters zum Thema allerdings, die vom 7. März 1850, ist noch heute Pflichtlektüre in den meisten amerikanischen Schulen, beendete allerdings seine politische Karriere. Er hatte in dieser zur Versöhnung zwischen Nord- und Südstaaten aufgerufen, was in seiner abolitionistischen Heimat Neuengland als Verrat aufgenommen wurde; unter anderem der Schriftsteller Ralph Waldo Emerson riet Webster, nie wieder den Mund zu öffnen. Webster trat kurze Zeit später zurück.
Noch tragischer ging der sklavereifeindliche Demokrat David C. Broderick aus Kalifornien in die Senatsgeschichte ein, der sich so sehr mit der mehrheitlich sklavereibefürwortenden Demokratischen Partei in Kalifornien zerstritt, dass es schließlich zum Duell kam; Broderick wurde als bisher einziger Senator im Amt bei einem Duell erschossen. In den letzten Jahren vor dem Krieg zeigte sich die Anspannung aber auch zunehmend im Senat. Senator Charles Sumner aus Massachusetts hatte Senator Andrew Butler aus South Carolina unterstellt, er hätte die „Häßliche, dreckige Geliebte namens Sklaverei“, woraufhin Butlers Neffe, der Kongressabgeordnete Preston Brooks, Sumner wenige Tage später mit einem Rohrstock im Plenarsaal bewusstlos schlug (siehe Brooks-Sumner-Affäre).
Die letzte Rede eines Konföderierten hielt der Senator aus Mississippi und zukünftige Präsident der Konföderierten, Jefferson Davis, in seiner Abschiedsrede im Senat am 21. Januar 1861, wenige Tage nachdem sich South Carolina, Florida, Alabama und Mississippi von der Union losgesagt hatten. Er rief seine ehemaligen Mitsenatoren dazu auf, die Entscheidung Mississippis und der anderen Staaten friedlich zu akzeptieren, da ansonsten eine Katastrophe über jeden Teil der Vereinigten Staaten hereinbrechen würde.

## Krise im Gilded Age: 1861–1913

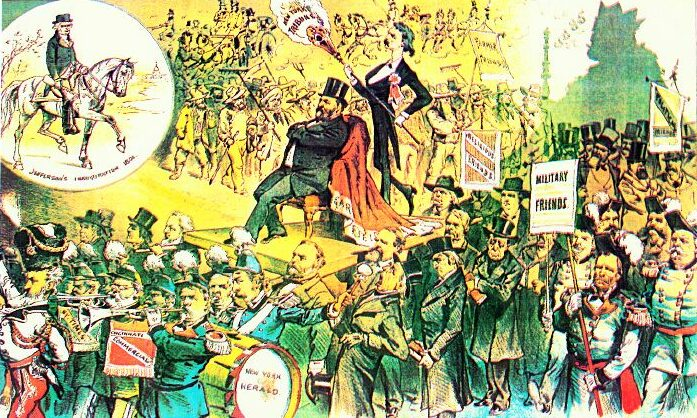
Karikatur, die die opulente Amtseinführung des Präsidenten James A. Garfield 1881 mit der einfachen von Thomas Jefferson kontrastiert

Der Krieg hatte die Machtbalance zwischen Nord- und Südstaaten nachhaltig verändert. In der Zeit der Reconstruction und den folgenden Jahren hatten die Republikaner eine klare Übermacht. Ihnen gelang es, sich als Partei besser zu organisieren. Allerdings fiel in diese Zeit auch eine Hochzeit der Korruption in der amerikanischen Politik. Politische Maschinen wie Tammany Hall dominierten die Parteiorganisationen vieler Großstädte; Klientel- und Patronalismussysteme zogen sich durch das Land. Der Senat blieb auch davon nicht verschont, seine prinzipiell auf Offenheit und informelles Übereinkommen angelegte Geschäftsordnung machte ihn sogar besonders anfällig für die Probleme der damaligen Zeit.
Noch im Zeitalter der Reconstruction kam 1870 der erste afroamerikanische Senator in den Senat: Hiram Rhodes Revels vertrat mit Mississippi einen der Staaten des tiefen Südens. 1879 leitete mit dem zu Beginn des Bürgerkriegs aus der Sklaverei geflohenen Republikaner Blanche Bruce aus Mississippi erstmals ein Afroamerikaner die Sitzung des Senats. Nachdem die Südstaaten allerdings politisch wieder so souverän wie vor dem Krieg waren, dominierte über Jahrzehnte eine Weiße segregationistische Mehrheit die Politik dieser Staaten (Solid South), so dass dies Einzelfälle blieben. 1907 kam mit Charles Curtis aus Kansas der erste Indianer in den Senat.
An den politischen Programmen änderte sich in diesen Jahren wenig. Die Wahlen waren heftig umstritten, die Parteiprogramme blieben weitgehend identisch und in den Wahlkämpfen ging es hauptsächlich weiterhin um den Bürgerkrieg. Die Republikaner, die die Demokraten für den Ausbruch des Sezessionskriegs beschimpften, gewannen klare Mehrheiten in den Nordstaaten, während die Demokraten sich als Vertreter eines gedemütigten Südens inszenierten und so ebenso klar in den Südstaaten die Wahlen gewannen.

### Ernennungsprobleme
Die Zeit vor dem Bürgerkrieg hatte aufgezeigt, welche Bedeutung der Senat im politischen System innehaben konnte. Nachdem der Krieg vorbei war, begannen mehr Senatoren, diese Macht für ihre eigenen Zwecke zu instrumentalisieren. Die Senatoren wurden in dieser Zeit noch von den Staatslegislativen ernannt, so dass sich für einflussreiche und reiche Männer die Gelegenheit ergab, diese für ihre Zwecke zu missbrauchen und sich einen Senatssitz zu „erkaufen“. Zwischen 1866 und 1909 wurden neun Fälle vor dem Senat verhandelt, in denen Senatoren ihr Amt einer Bestechung verdankt haben sollten. In einigen Staaten war das politische Klima aber auch so vergiftet und die Mehrheitsverhältnisse so knapp, dass die Staaten gar nicht mehr in der Lage waren, einen Senator zu entsenden. Insgesamt kam es zu 45 Fällen in 20 Staaten, in denen Senatorenposten zeitweise nicht besetzt waren, da die Parlamente in den Bundesstaaten nicht fähig waren, sich zu einigen. Die Legislative von Delaware beispielsweise konnte sich ab 1899 vier Jahre lang nicht auf einen neuen Senator einigen. Berüchtigte Senatoren aus dem sogenannten Gilded Age sind Leland Stanford aus Kalifornien, James Graham Fair aus Nevada, John F. Dryden aus New Jersey oder Philetus Sawyer aus Wisconsin. Sie saßen in der Hochzeit der politischen Maschinerie im Amt und hatten so eine umfassende Kontrolle über ihre Partei und die Wähler.

### Organisatorische Probleme
Der Senat begann die Nachkriegszeit mit einer einschneidenden Änderung. 1867 etablierte er den Zuwendungsausschuss, um die Geldausgaben unter besserer Kontrolle zu halten. Vorher war es der Regierung und ihren Behörden oft möglich gewesen, Gelder an den Kontrollen vorbeizubekommen, indem sie in Zeiten hektischer Betriebsamkeit mit Problemen und damit langanhaltenden Debatten drohten und der Senat den Anträgen so zur Konfliktvermeidung und zur Beschleunigung des Ablaufs zustimmte. Die informelle Organisation führte zudem dazu, dass er kaum in der Lage war, eine ordnungsgemäße Verwendung der Gelder zu kontrollieren. Da sich mit dem Bürgerkrieg die Staatsaufgaben vervielfacht hatten, hatte der Senat den Eindruck, dass er eine striktere Kontrolle ausüben musste. Der Zuwendungsausschuss entwickelte sich bald zum Machtzentrum im Senat, da er die Verwendung der öffentlichen Gelder kontrollierte und so von ihm, und insbesondere vom Ausschussvorsitzenden, jeder abhängig war, der Geld vom Staat bekam oder bekommen wollte.
Aufgrund weiterer Aufnahmen von Bundesstaaten und damit einhergehend einer Vergrößerung des Gremiums begann die liberale Geschäftsordnung zum Problem zu werden. Senatoren setzten erstmals Filibuster ein, um die Arbeit des gesamten Senats massiv zu behindern; die Regeln boten ihnen ebenfalls viele Freiräume, die sie nutzen konnten, um ihre persönliche Agenda voranzubringen. Das Ausschusswesen hatte teils groteske Formen angenommen. Anfang des 20. Jahrhunderts besaß der Senat 66 ständige Ausschüsse und damit mehr als Mitglieder der Mehrheitspartei. Der reformgesinnte Politiker Robert M. La Follette erzählt, dass er 1906 zum Ausschussvorsitzenden des Ausschusses für den Zustand des Potomac-Flusses ernannt wurde, nur um festzustellen, dass dieser Ausschuss sich in seiner gesamten vieljährigen Existenz noch nie mit einem Gesetz beschäftigt hatte oder auch nur eine Sitzung abgehalten hatte.
Die Regeln, die auf starken Minderheitenschutz ausgelegt waren, gaben diesen Minderheiten auch reichhaltige Möglichkeiten an die Hand, eine Regeländerung zu ihren Ungunsten zu verhindern. Änderungen in der Geschäftsordnung erwiesen sich aber auch deshalb als außerordentlich schwierig, da Tatbestände wie das unbegrenzte Rederecht über die 100 Jahre vorher den Status einer fast geheiligten Institution angenommen hatten und kaum mehr geändert werden konnten.

### Erstes Impeachment und umstrittene Gesetze

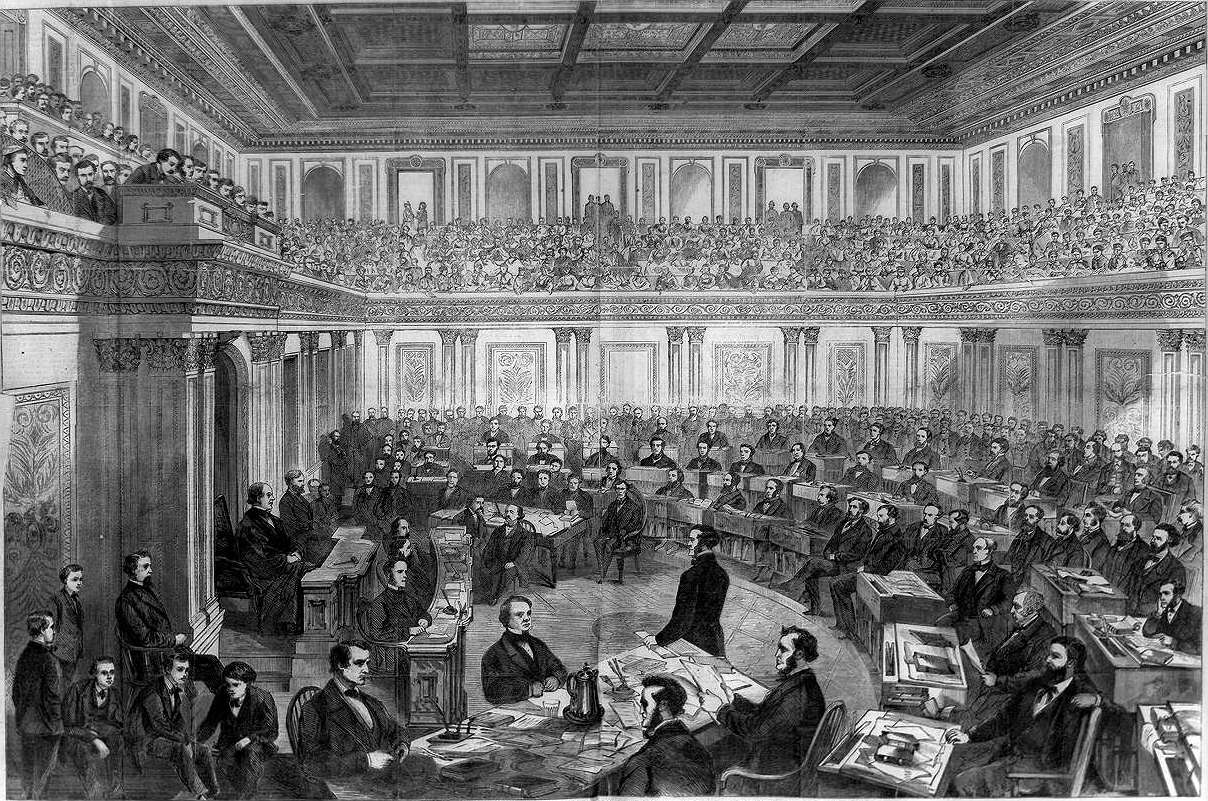
Die Impeachment-Verhandlung gegen Andrew Johnson

Noch in das Zeitalter der Reconstruction fällt das erste Impeachment-Verfahren gegen einen Präsidenten. Andrew Johnson hatte sich mit der Republikanischen Partei zerstritten und gegen den 1867 erlassenen Tenure of Office Act den Kriegsminister Edwin M. Stanton entlassen, da seiner Meinung nach das entsprechende Gesetz gegen die Verfassung verstieß. Der Kongress klagte Johnson an, 1868 kam es zur Verhandlung im Senat, die Verurteilung Johnsons scheiterte letztlich an einer Stimme, der junge Republikaner Edmund G. Ross erkannte auf nicht schuldig.
Zwischen 1871 und 1898 stimmte der Senat nicht einem internationalen Vertrag zu. In dieser Zeit liefen mehrere internationale Handelsverträge aus, die er nicht verlängerte. Der Senat weigerte sich, eine Kompromisslösung mit dem Vereinigten Königreich zuzustimmen, zwang die Pläne über den Panamakanal zur Wiederverhandlung und weigerte sich zunächst beharrlich, dem Friedensvertrag zuzustimmen, der den Spanisch-Amerikanischen Krieg beendete.
Innenpolitisch setzte sich der Senat für die Interessen seiner Mitglieder und die der Personen mit hohem gesellschaftlichen Stand und gewichtigem Einkommen, die er dem Willen der Verfassungsväter nach vertreten sollte. Er verhinderte Reformgesetze von denen Arbeiter, Farmer oder Minderheiten hätten profitieren können. Die Arbeiterbewegung und unzufriedene Farmer begannen so sich in diversen anderen Parteien zu sammeln, die um die Jahrhundertwende eine Hochzeit erlebten. Der Journalist und Historiker Henry Adams ging so weit, die USA als „of the people, by the people, and for the Senate“ zu beschreiben.

## Der heutige Senat entsteht: 1913–1945
Der Anfang des 20. Jahrhunderts brachte einige einschneidende Änderungen in den Senat, die schließlich im 17. Verfassungszusatz kulminierten. Um die Jahrhundertwende gelang es erstmals, eine Parteigruppierung so zu organisieren, dass sie dem, damals noch informellen Vorsitzenden, erhebliche Macht einbrachte. Der Republikaner Nelson W. Aldrich aus Rhode Island konnte eine Gruppe um sich versammeln, die es ihm erlaubte, die republikanische Fraktion zu kontrollieren. Auf Aldrich, den „Boss of America“, gingen Gesetze zurück, die das Finanzwesen der Vereinigten Staaten teilweise noch heute prägen, darunter alle wichtigen Steuer- und Zollgesetze der Zeit sowie die heutige Struktur des Federal-Reserve-Systems. Seit 1911–1913 wählten die Parteien offizielle Fraktionsvorsitzende, als Mehrheits- und Minderheitsführer bekannt. Da dem Amt des dieser Vorsitzenden aber keine formalen Kompetenzen zugewiesen wurde, kam es weiterhin vor allem auf die persönliche Autorität des Amtsinhabers an, ob diese Position eine Macht darstellte. Insbesondere in der Demokratischen Partei, die zwischen einem liberalen Nordstaatenflügel und einem konservativen Südstaatenflügel tief zerstritten war, konnte der Fraktionsvorsitzende kaum etwas bewegen.

### Der 17. Verfassungszusatz: die Direktwahl der Senatoren
Der erste Antrag, Senatoren direkt zu wählen, kam bereits 1826 ins Plenum, erst seit dem Ende des 19. Jahrhunderts gewann diese Idee aber an Momentum. Zwischen 1893 und 1902 schlug jährlich jemand im Senat die Änderung vor, verlor aber die Abstimmung. Die Populist Party nahm den Punkt Mitte der 1890er in ihr Wahlprogramm auf. Seit dem späten 19. Jahrhundert wählten die Bürger in diversen Bundesstaaten die jeweiligen Parteikandidaten für den Senatorenposten direkt. Oregon, etwas später gefolgt von Nebraska, führte sogar gleichzeitig zur generellen Wahl eine Volksabstimmung über den Senator durch und verpflichtete die Legislative, sich an deren Ergebnis zu halten. Bis 1912 wählten die Bürger in der einen oder anderen Form ihre Senatoren in 29 der damals 48 Bundesstaaten. Der Zeitungsmagnat William Randolph Hearst griff die Idee auf und führte in seinen Publikationen eine vehemente Kampagne für eine offizielle Direktwahl durch.
Umgesetzt wurde die Forderung schließlich im 17. Zusatzartikel zur Verfassung. Eingebracht hatte ihn Senator Joseph L. Bristow aus Kansas; er passierte sowohl den Senat als auch das Repräsentantenhaus erst nach lang andauernden Debatten. Die Legislativen der Staaten hatten nun auch de jure keinerlei Einfluss mehr auf ihre Senatoren. Die direkte Wahl verschaffte den Senatoren eine größere Legitimität und machte sie abhängiger von der allgemeinen öffentlichen Meinung. Gleichzeitig stieg aber auch ihr finanzieller Bedarf, um Wahlkämpfe finanzieren zu können, so dass ihre Abhängigkeit von potenten Geldgebern ebenso stieg.

### Modernisierung des internen Ablaufs

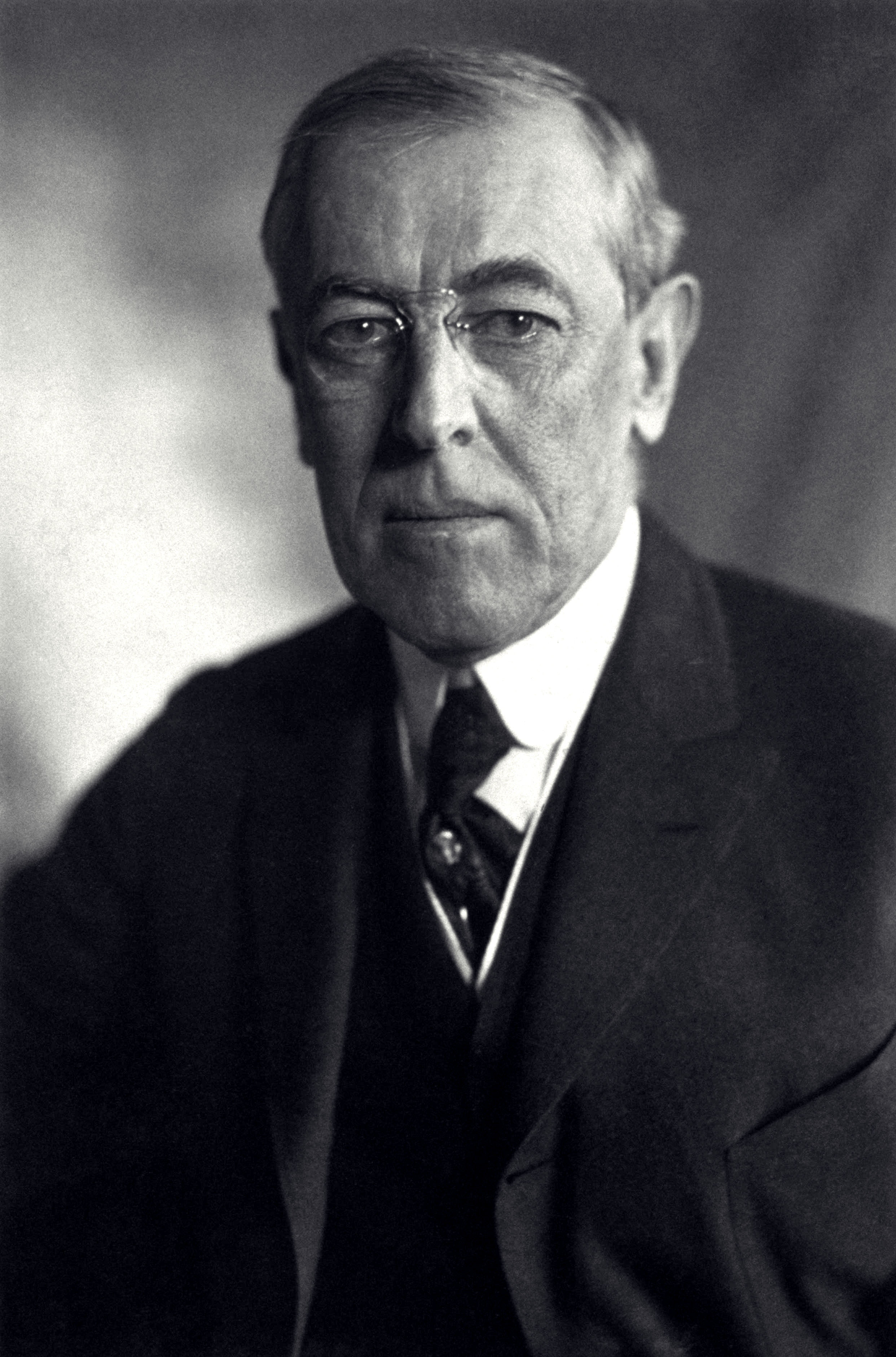
Auf Anregung von Präsident Woodrow Wilson führte der Senat die erste Regelung ein, Debatten abbrechen zu können

Das absolute Recht auf freie Rede wurde erst eingeschränkt, als 1917 eine Gruppe von 16 Senatoren gegen den Plan des Präsidenten und gegen überragende Senats- und Housemehrheiten den Beschluss blockierte, amerikanische Handelsschiffe zu bewaffnen. Während sich die Vereinigten Staaten gerade bereit machten, in den Ersten Weltkrieg einzutreten, hielten die Senatoren das Gesetz, und andere wichtige Gesetze, für 23 Tage auf. Auf Initiative des Präsidenten Woodrow Wilson, der früher über den Senat promoviert hatte, führte der Kongress die erste Regelung zum vorzeitigen Debattenschluss (cloture) ein, die aber relativ umständlich war und auch bei Erfolg noch nach dem Beschluss zum Ende der Debatte jene über mehrere Tage andauern lassen konnte: 16 Senatoren mussten einen Antrag auf Abstimmung zum Debattenende stellen. Zwei Tage danach kam es zu einer Abstimmung, bei der zwei Drittel der Senatoren dem Antrag zustimmen mussten. War dieses Ziel erreicht, hatte jeder Senator danach noch eine Stunde Rederecht zum Thema – die Debatte ließ sich also bei ausreichend großer Zahl der Filibuster noch mehrere Tage aufrechterhalten.
1920 begann der Senat auch sein Ausschusswesen zu reformieren und 42 der mittlerweile fast 80 Ausschüsse aufzulösen. Darunter befanden sich Ausschüsse wie der für die Entsorgung unnütz gewordener Papiere der Exekutive oder der, der 137 Jahre nach Ende des Revolutionskrieges immer noch Ansprüche aus diesem klären sollte.

### Öffentliches Prestige

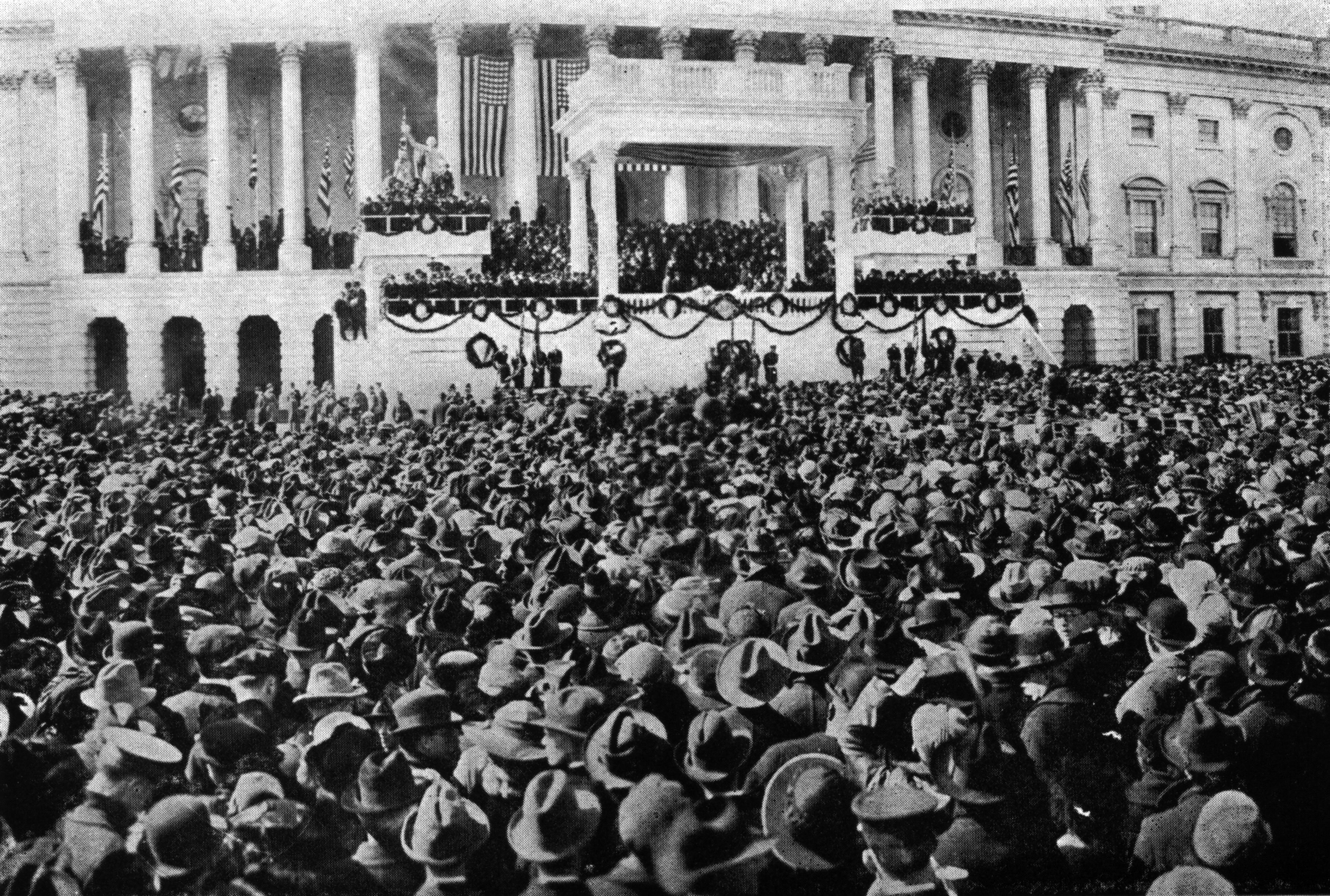
Warren G. Harding gelang es als erstem Senator, aus dem Senat ins Präsidentenamt gewählt zu werden.

Mittlerweile war der Senat wieder eindeutig die prestigeträchtigere der beiden Kammern geworden; Karrieren verliefen nun generell über das Repräsentantenhaus in den Senat und nicht mehr in die andere Richtung. Das zeigte sich auch daran, dass 1920 mit Warren G. Harding der erste amtierende Senator eine Wahl zum Präsidenten gewann.
Der Senat machte von seinen Kompetenzen nun auch ausgiebig Gebrauch. Beispielsweise verhinderte er die Ratifikation des Vertrags von Versailles und somit den Eintritt der Vereinigten Staaten in den Völkerbund. In den entscheidenden Jahren dieser Zeit aber arbeiteten Präsident Franklin D. Roosevelt und der demokratische Mehrheitsführer Alben W. Barkley aus Kentucky eng zusammen, so dass der Senat relativ problemlos die Politik des Präsidenten umsetzte. Erst 1944 zerstritten sich Roosevelt und Barkley über die Kriegsausgaben. Barkley trat zurück, der Streit kostete ihn wahrscheinlich seine Nominierung als Vizepräsident bei der Wahl 1944 und durch Roosevelts nachfolgenden Tod auch das Präsidentenamt.
Am 4. März 1929 erfolgte die erste Radioübertragung aus dem Senat. Der Republikaner Robert B. Howell aus Nebraska, der im Ersten Weltkrieg in der Navy gedient hatte und das Radio daher kannte, setzte den Entschluss nach mehrjährigen Kämpfen durch. Allerdings dauerte es noch 1971, bis der Senat eine Mikrofonanlage installierte, die die chronisch schlechte Akustik des Sitzungssaals radiogerecht ausgleichen konnte.
Langsam änderte sich auch die personelle Zusammensetzung. Nachdem Jeannette Rankin 1918 als erste Frau (erfolglos) Senatskandidatin einer der beiden großen Parteien war und Rebecca Latimer Felton am 21. November 1922 bereits kurz als Nachfolger des verstorbenen Thomas E. Watson ernannt worden war, gelang es der Demokratin Hattie Caraway aus Arkansas 1932 als erster Frau, die am 12. Januar 1932 abgehaltene Wahl zum Senat zu gewinnen. Ursprünglich war sie als Nachfolgerin ihres verstorbenen Ehemanns Thaddeus H. Caraway ernannt worden, trat aber zur Überraschung des Senats bei der nächsten regulären Wahl an. Sie gewann und war in der Folge dann auch die erste Frau, die – am 17. Oktober 1943 – eine Sitzung des Senats leitete und ebenfalls die erste Frau, die – von 1933 bis 1945 – den Vorsitz in einem Ausschuss übernahm. Bis eine Frau den Vorsitz in einem der wichtigen und anerkannten Ausschüsse übernehmen sollte, dauerte es aber noch bis zu Nancy Landon Kassebaum 1995.

## Der Nachkriegssenat: seit 1945
Der Aufstieg des Senats zur Kammer mit dem größeren Prestige setzte sich nach dem Zweiten Weltkrieg fort. Dafür war zum einen verantwortlich, dass die Vereinigten Staaten nun zur Weltmacht geworden war und die exklusiven Rechte des Senats sich auch auf die damit wesentlich wichtiger werdende Außenpolitik erstreckten. Und erst seit 1947 haben einzelne Senatoren und die Ausschüsse bezahlte Angestellte, was die Professionalität und Effektivität des Gremiums maßgeblich erhöhte. Seit den 1950ern erlaubte der Senat erstmals Fernsehkameras in Ausschusssitzungen.
Gefördert wurde der Prestigeanstieg durch die Verbreitung des Fernsehens. Das Fernsehen benötigt Personen, die es mit Geschichten und Themen verknüpfen konnte, und die 100er-Mitgliedschaft des Senats eignete sich eher dazu, eine Fernsehpersönlichkeit mit Wiedererkennungswert zu schaffen, als die 435 Mitglieder des Repräsentantenhauses. Zudem sorgte die wesentlich längere Amtszeit eines Senators (6 Jahre gegenüber 2 Jahren im Repräsentantenhaus) auch dafür, dass diese den Fernsehschaffenden eher eine personengebundene Kontinuität versprachen. Geld begann auch eine immer größere Rolle zu spielen, so dass es für die Kongressabgeordneten selbst bei vorhandenem eigenem Reichtum meist unmöglich wurde, einen Wahlkampf zu finanzieren. Die Spender wiederum haben oft den Eindruck, dass ihnen der Einfluss auf einen von Hundert Abgeordneten mehr hilft als der auf einen von 435, so dass sie eher für Senatoren spenden und diese damit finanziell besser ausgestattet sind als Repräsentanten.

### Konflikte: McCarthy, Bürgerrechte, Watergate

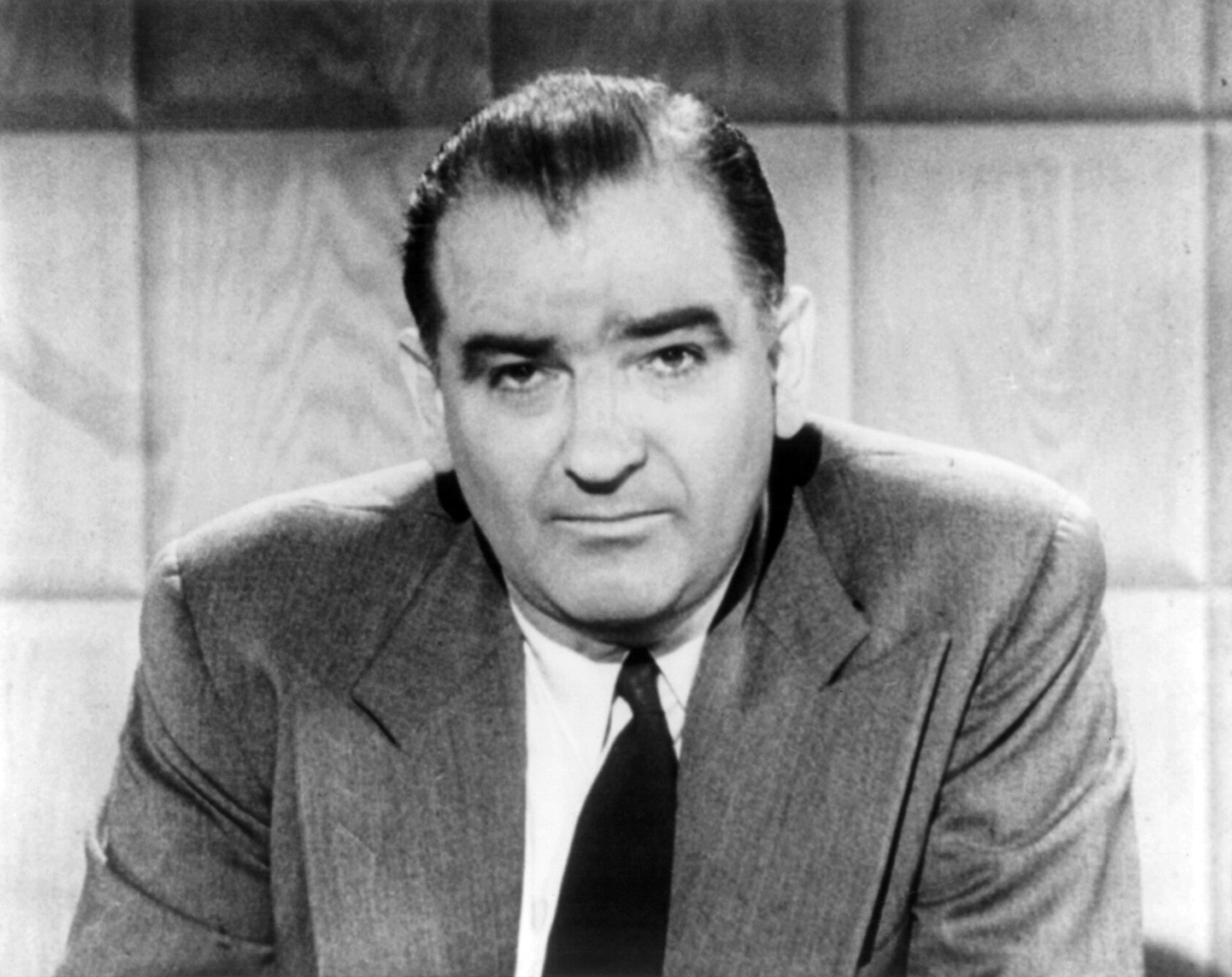
Joseph McCarthy, einer der kontroversen Senatoren in seiner Geschichte

In die Nachkriegszeit fällt der Kreuzzug des 1950 in den Senat gewählten Republikaners Joseph McCarthy aus Wisconsin; in seinen antikommunistisch motivierten Aktionen einer der umstrittensten, zu seiner Zeit prominentesten Senatoren. Es gelang ihm, sich den Vorsitz im Untersuchungsausschuss des Senats zu sichern, und diesen – durch Ernennung von Mitarbeitern ohne andere Senatoren zu befragen und häufige Sitzungstermine außerhalb von Washington mit kurzer Vorlaufzeit – unter seine Kontrolle zu bringen. McCarthy nutzte das im Senat neue Medium des Fernsehens, um seine nationale Bekanntheit zu steigern. Erst eine offizielle Rüge durch den Senat beendete seinen Einfluss. In den Worten des Demokraten Robert Byrd – Senator mit der längsten Amtszeit in der Geschichte des Gremiums und anerkannter Historiker des Gremiums – war dies die schmerzhafteste Periode in der Senatsgeschichte.
Einen weiteren Höhepunkt intensiver Senatsdebatten und eine Fortsetzung der Konflikte zwischen Nord- und Südstaaten bildeten die Debatten um die Bürgerrechtsgesetze in den 1950er- und 1960er-Jahren. In dieser Zeit hielt Strom Thurmond mit über 24 Stunden die bis dahin längste Filibusterrede der Senatsgeschichte, um zu verhindern, dass der Senat den Civil Rights Act of 1957 verabschiedete. Der gesamte Filibuster gegen ein anderes Bürgerrechtsgesetz, den Civil Rights Act of 1964, dauerte 57 Tage vom 26. März bis zur 14-stündigen Rede von Robert Byrd am 19. Juni 1964, in denen der Senat keine anderen Beschlüsse fassen konnte. Der Filibuster wurde durch den zweiten Cloture-Beschluss seit 1927 beendet; das Thema war so umstritten, dass selbst der mit einem Gehirntumor im Sterben liegende Clair Engle aus Kalifornien an der Sitzung teilnahm und für Debattenschluss stimmte.
1972 führte das United States Senate Watergate Committee maßgebliche Untersuchungen in der Watergate-Affäre durch, die schließlich zum Rücktritt von Präsident Richard Nixon führten, um seiner Amtsenthebung zuvorzukommen.

### Seit 1974

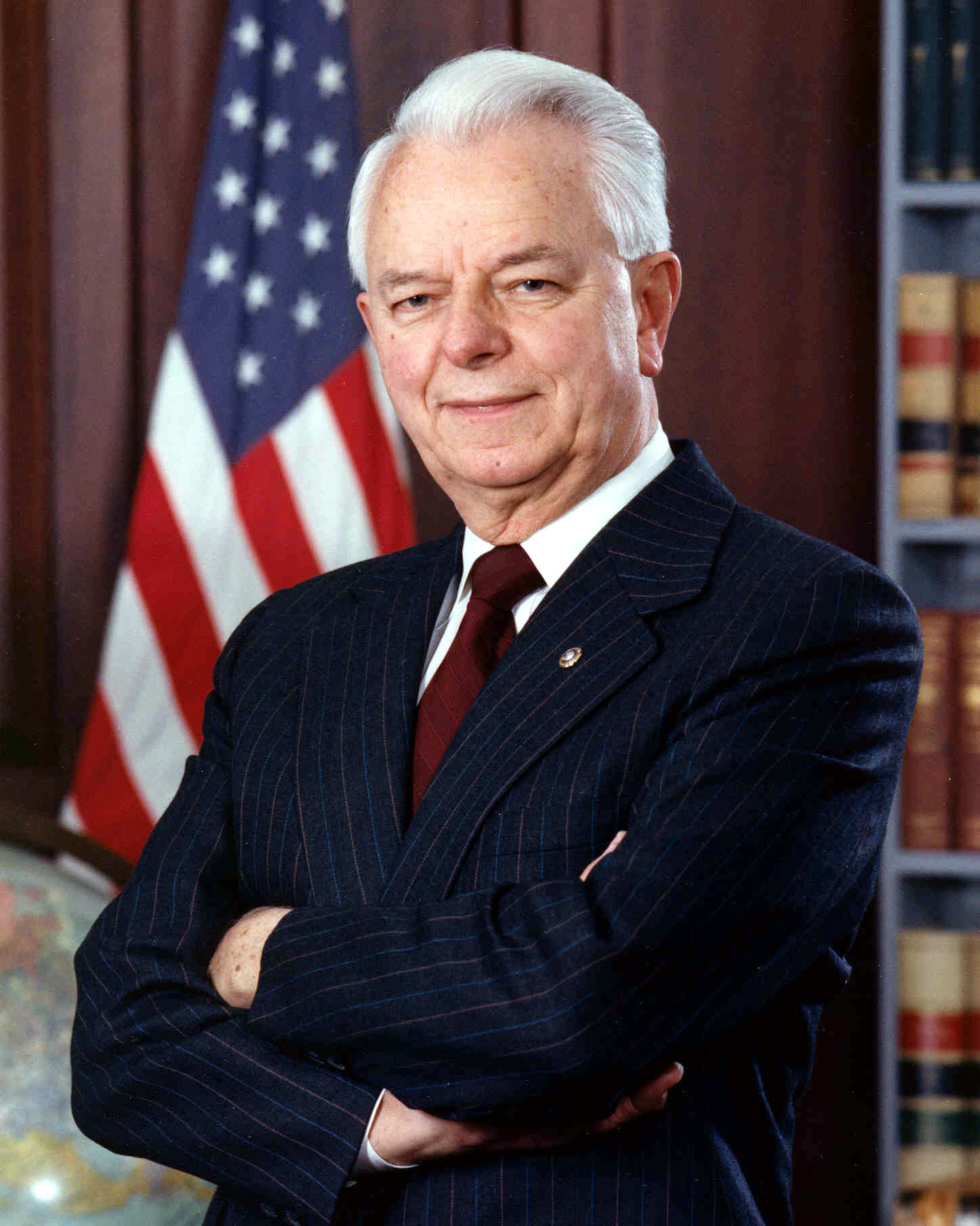
Robert Byrd, von 1958 bis 2010 im Senat und somit der Senator mit der längsten Amtszeit in der Geschichte

1974 wurde mit dem Congressional Budget and Impoundment Control Act das Reconciliation-Verfahren eingeführt. Danach gilt für bestimmte Gesetzentwürfe ein Redezeitlimit, Filibuster sind hier unmöglich.
1975 sah man wiederum Änderungen in den internen Prozeduren. Das Quorum um einen Filibuster beenden zu können, sank auf Dreifünftel, also 60 Senatoren. Die Redezeit nach einem Cloture-Beschluss wurde auf insgesamt 30 Stunden begrenzt, wobei eine weitere Abstimmung mit Dreifünftelmehrheit auch diese Rest-Redezeit beenden kann. Nachdem die Plenardebatten bereits seit 1795 öffentlich waren, sind es seit 1976 auch alle Ausschusssitzungen. Infolge der Stevenson-Kommission (benannt nach Senator Adlai Stevenson) reduzierte der Senat die Zahl der nichtständigen und gemeinsamen Ausschüsse mit dem Repräsentantenhaus erheblich.
1974 standen das erste Mal Fernsehkameras im Senatsplenum, die ein Ereignis live übertrugen: die Amtseinführung des damaligen Vizepräsidenten Nelson A. Rockefeller. Am 7. November 1983 unternahm die Armed Resistance Unit des Weather Underground einen Anschlag als Reaktion auf die US-Militäreinsätze im Libanon und in Grenada.
Seit dem 27. Februar 1986 überträgt das Parlamentsfernsehen C-SPAN regelmäßig die Plenardebatten live. Der erste klassische Filibuster, den das Fernsehen übertrug, hielt Al D’Amato aus New York, um zu verhindern, dass eine Schreibmaschinenfabrik mit 875 Angestellten aus New York nach Mexiko umzog. D’Amato redete – und sang – durchgehend 15 Stunden.
Massiv ins Blickfeld der Öffentlichkeit rückte der Senat, als er das Impeachment-Verfahren gegen Bill Clinton verhandelte. Dies war das erste bedeutende Impeachment-Verfahren, das größtenteils live im Fernsehen lief und zahlreiche Debatten über die Rechte und Pflichten des Senats in einer derartigen Situation auslöste.
Der längsten Filibuster des Fernsehzeitalters hielten im November 2003 mit fast 40 Stunden diverse Demokraten, als sie die Bestellung von drei Richterinnen an Appellationsgerichten (Federal Court of Appeals) durch Präsident George W. Bush verhinderten. 2005 beschlossen die demokratischen Senatoren nach erneuter Nominierung dieser Kandidaten, sich zumindest zwei der fünf Kandidaturen durch ein Filibuster zu widersetzen.
Während der Senat in der Vergangenheit oft über mehrere Jahrzehnte von einer Partei dominiert wurde, änderte sich dies in den letzten Jahren. Besonders auffallend war es nach den Wahlen 2000. Als sich der Senat am 5. Januar zur ersten Sitzung traf, saßen 50 Demokraten 50 Republikanern gegenüber, die Stimme des demokratischen Vizepräsidenten Al Gore gab den Ausschlag für eine demokratische Mehrheit. Diese hielt allerdings nur, bis 15 Tage später George W. Bush sein Amt als Präsident und damit der Republikaner Dick Cheney das Amt als Vizepräsident antrat, was die Mehrheitsverhältnisse umkehrte. Im Juni desselben Jahres verließ Jim Jeffords aus Vermont seine Republikaner und gab damit wieder den Demokraten die Mehrheit. Erst bei den Kongresswahlen 2002 und 2004 konnten die Republikaner schließlich eine stabile Mehrheit erkämpfen, die sie wiederum bei den Senatswahlen 2006 einbüßten.
Bei der Präsidentschaftswahl 2008 traten mit Barack Obama und John McCain zwei amtierende Senatoren gegeneinander an.
Die Machtbalance zwischen Senat und Weißem Haus sah im Verlauf des 20. Jahrhunderts im Rahmen der Imperialen Präsidentschaft zunehmend den Präsidenten in der stärkeren Position. Diese Tendenz verstärkte sich nach 9-11 und dem darauf folgenden Krieg gegen den Terrorismus. Wie beispielsweise ihre Vorgänger Lyndon B. Johnson und Richard Nixon im Zusammenhang mit dem Vietnamkrieg suchten weder George W. Bush noch Obama ihne angeordneten Militärschläge durch den Kongress genehmigen zu lassen, wie es eigentlich der erste Artikel der Verfassung der Vereinigten Staaten vorsieht.